# Martinus J.G. Veltman
Martinus Justinus Godefriedus Veltman (ur. 27 czerwca 1931 w Waalwijk, zm. 4 stycznia 2021 w Bilthoven) – holenderski fizyk teoretyk, noblista związany z Utrecht University i University of Michigan.
Laureat Nagrody Nobla w dziedzinie fizyki z 1999 roku, wspólnie z Gerardusem 't Hooftem – za wyjaśnienie kwantowej struktury oddziaływań elektrosłabych. 
Jego imieniem nazwano planetoidę (9492) Veltman.